# سان جياكومو فيرسيلسي
سان جياكومو فيرسيلسي هي بلدية في مقاطعة فرشيلي التابعة لإقليم بيدمونت الإيطالي، تقع على بعد حوالي 70 كيلومتر (43 ميل) إلى الشمال الشرقي من مدينة تورينو وحوالي 20 كيلومتر (12 ميل) شمال غرب مدينة فرشيلي. في 31 كانون الأول / ديسمبر 2004 كان عدد سكانها 352 نسمة، وتبلغ مساحتها 9.6 كيلومتر مربع (3.7 ميل2).
تقع سان جياكومو على حدود البلديات التالية: أربوريو، بالوكو، بورونزو، روفاسيندا، فيلاربويت.